# Psyrí
Psyrí  (ou Psyrrí) (en grec moderne : Ψυρή ou Ψυρρή) est un des plus anciens quartier du centre historique d'Athènes, en Grèce.
C'est à l'origine un quartier populaire et assez animé, autour des rues Miaouli et Evripidou.